# Rabensteiner Wald

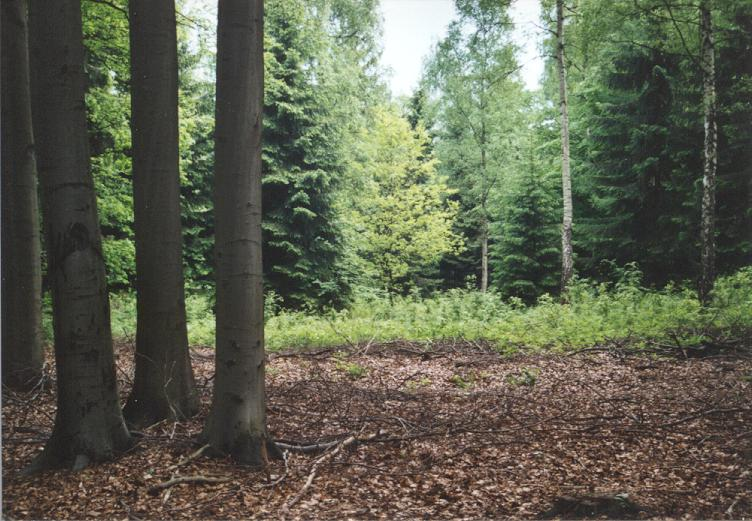
Mischwald im Rabensteiner Wald (Abteilung 14)

Der Rabensteiner Wald ist ein rund 900 ha großes Waldgebiet im Westen der Stadt Chemnitz, ein kleiner Teil befindet sich auf dem Gebiet des Ortsteils Pleißa der Stadt Limbach-Oberfrohna. Er befindet sich auf dem „Rabensteiner Höhenzug“. Dieser Höhenzug trennt den Nordrand des Erzgebirgsbeckens vom Südrand des Mittelsächsischen Lößlehm-Hügellandes. Seine höchste Erhebung, der Totenstein, erreicht 479 Meter über Normalnull (NN), der tiefste Punkt 330 m ü. NN. In Richtung Westen geht er in die Wälder auf der Langenberger Höhe bis zum Stausee Oberwald über.

## Lage
Der Rabensteiner Wald befindet sich am westlichen Stadtrand von Chemnitz. Das Waldgebiet liegt zum größten Teil in der Gemarkung Grüna und schließt kleine Teile der Gemarkungen Rabenstein, Röhrsdorf und Pleißa ein. Seit der Eingemeindung von Grüna im Jahr 1999 gehört der größte Teil des Waldes zum Gebiet der Stadt Chemnitz. Er liegt auf dem Rabensteiner Höhenzug, einem langgestreckten Bergrücken.

## Standortsbedingungen

### Klima
Der Rabensteiner Wald wird den unteren feuchten Berglagen und Hügelland (Uf) zugerechnet. Forstlich ist er der Oberwald-Makroklimaform (Ow) zugeschlagen. Die vorherrschende Windrichtung ist West. Dabei wirkt der Rabensteiner Höhenzug wie eine Windscheide, die nördlich hauptsächlich Windrichtungen aus West-Nord-West und südlich aus West-Süd-West aufweist. Zusätzlich treten Föhnwinde aus dem Erzgebirge auf, die südliche Winde bringen.
Klimadaten 1961 bis 1990
Die Vegetationsperiode beginnt um den 90. Kalendertag des Jahres. Sie dauert ca. 185 Tage. In den Höhenlagen von 380 bis 480 m ü. NN werden 800 mm Niederschlag im Jahr gemessen. Davon fällt ca. 50 Prozent in der Vegetationsperiode. Die Jahresmitteltemperatur beträgt 7,9 Grad Celsius. Die Globalstrahlung im Jahr erreicht Werte um 1045 kWh/m². Im Sommerhalbjahr beträgt sie annähernd 795 kWh/m², im Winterhalbjahr 250 kWh/m². Die potentielle Verdunstung liegt bei rund 582 mm im Jahr. Im Sommerhalbjahr beträgt sie annähernd 450 mm, im Winterhalbjahr ca. 132 mm. Aus der Differenz von Niederschlag und potentieller Verdunstung ergibt sich die klimatische Wasserbilanz. Sie beträgt rund 218 mm im Jahr.
Klimadaten 1991 bis 2005
Die Vegetationsperiode beginnt um den 85. Kalendertag des Jahres. Sie dauert ca. 200 Tage. In den Höhenlagen von 380 bis 480 m ü. NN werden 837,2 mm Niederschlag im Jahr gemessen. Dieser Wert ist allerdings durch das sehr niederschlagsreiche Jahr 2002 verzerrt, welcher auch die anderen Werte beeinflusst. Davon fällt ca. 50 Prozent in der Vegetationsperiode. Die Jahresmitteltemperatur beträgt 8,6 Grad Celsius. Die Globalstrahlung erreicht Werte um 1085 kWh/m². Im Sommerhalbjahr beträgt sie annähernd 820 kWh/m², im Winterhalbjahr 265 kWh/m². Die potentielle Verdunstung liegt bei rund 615 mm im Jahr. Im Sommerhalbjahr beträgt sie annähernd 490 mm, im Winterhalbjahr ca. 125 mm. Die klimatische Wasserbilanz beträgt 222,6 mm im Jahr.
Klimadaten 1901–2005 (Langzeittrend)
Die Jahresmitteltemperatur steigt von ca. 7,9 °C auf ca. 8,2 °C. Der mittlere Jahresniederschlag fällt von ca. 930 mm auf ca. 795 mm. Die Globalstrahlung steigt im Mittel von ca. 1040 kWh/m² auf 1070 kWh/m², die potentielle Verdunstung steigt von ca. 575 mm auf ca. 600 mm im Jahr und die klimatische Wasserbilanz sinkt von ca. 360 mm auf ca. 190 mm im Jahr. Es wird früher im Jahr wärmer, bleibt länger warm und gleichzeitig wird es trockener. Damit verlängert sich die Vegetationsperiode bei erhöhtem Stress durch Wassermangel für die Pflanzen.

### Geologie
Einen Großteil des Grundgesteines nimmt der Muskovit-Schiefer des Ordoviziums ein. Kleinflächig eingesprengt sind Vorkommen von Garbenschiefer und Staurolith-Glimmerschiefer sowie Augengneis. Nur im südöstlichen Teil unter 380 m ü. NN finden sich Gesteine der oberen Stufe des Mittelrotliegenden. Diese werden von Ablagerungen der Eiszeit (Lößlehm) und neuzeitlichem Material der abfließenden Bäche überdeckt. Winzige Vorkommen von Porphyrtuff sind ebenfalls hier zu finden. Im Ordovizium lag das Gebiet auf der Südhalbkugel der Erde im Sedimentationsbereich des Paleo-Tethys-Ozeans. Hier lagerten sich gewaltige Sedimentmengen ab, die in der Folge die Schiefergesteine bilden sollten und unter dem gewaltigen Druck umgewandelt wurden. Mit der Auffaltung des Variszischen Gebirges wurden diese dann emporgehoben. Im Oberkarbon und Unterperm erodierten große Teile dieses Gebirgszuges wieder. Durch vulkanische Tätigkeiten wurden an einigen Stellen Porphyrtuffe des Rotliegenden abgelagert. Diese überdecken dort die ordovizischen Schiefer. Während Trias, Jura und Kreidezeit blieb das Gebiet flaches Festland. Zu Beginn des Tertiärs gehörte das Gebiet zu einer großen Tiefebene, bis es zusammen mit dem Erzgebirge gehoben und schräg gestellt wurde und die Bäche und Flüsse die Täler tiefer einschnitten. Während der Eiszeit kam es zur Ablagerung von festen Sedimenten in Form des Lößlehmes, der bis heute zu großen Teilen vom Höhenzug durch Erosion abgetragen und in den unteren Hanglagen abgelagert wurde.

### Böden

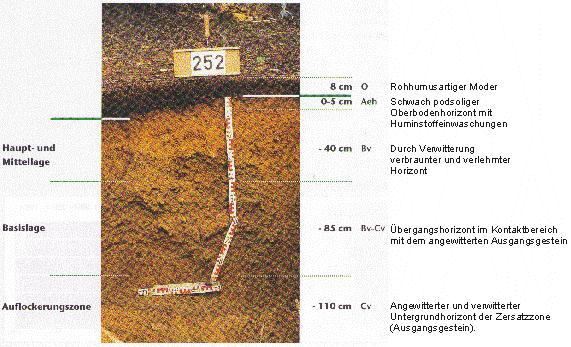
Bodenprofil Nr. 252, Braunerde (Blankensteiner Schiefer-Braunerde)

Der Großteil des Waldes wächst auf Verwitterungsböden der Glimmerschiefer. Beteiligt an der Bodenbildung sind auch die eiszeitlichen Lößablagerungen. Vorwiegend sind Braunerden zu finden. Diese sind auf dem gesamten Rücken des Höhenzuges verbreitet. Auf den flachen Hängen und Rücken sind sie in Form der „Grünaer Schiefer-Braunerde“ vertreten. Diese ist als tiefgründiger (über 65 cm tief), sehr schwach steiniger, schwach grusiger lehmiger Schluff bis Schluff-Lehm ausgebildet. Dazwischen findet sich auf weiten Teilen die „Blankensteiner Schiefer-Braunerde“, ein mittelgründiger (35 bis 65 cm tiefer), schwach steiniger und grusiger lehmiger Schluff. Staugley findet sich dagegen ab ca. 380 m ü. NN in der südöstlichen Region des Waldes bis zu dessen tiefstem Punkt. Dieser ist häufig als „Reuther Konglomerat-Humusstaugley“ ausgebildet und findet sich in größeren Geländemulden. Es ist ein mittelgründiger, schwach steinig und grusiger Lehm. Die Nährkraftstufe ist meist „M“ (mittlere Nährstoffversorgung) und die Feuchtestufe meist 2 (mittel), auf Kuppen 3 (trockener), und in Senken 1 (feuchter). In hängigen Bereichen lässt der Boden das Wasser oft ziehen (in Spalten, Poren und Klüften versickern), auf Plateaus und in Mulden jedoch oft stauen.

### Wasser
Wasser ist auf dem Rücken des Rabensteiner Höhenzuges nur durch den Niederschlag vorhanden. Grundwasser steigt nicht bis dahin auf. Das Niederschlagswasser speist den wasserspeichernden Bodenhorizont, die kleinen Bäche und die wenigen, durch Menschen angelegten Tümpel (Bombentrichter bzw. Steinbrüche). Diese können im Sommer genau so wie die Bäche austrocknen.

### Potentiell natürliche Vegetation
Die natürliche Waldgesellschaft wäre ein submontaner bzw. (hoch)kolliner Eichen-Buchenmischwald (Lonicero periclymeni-Fagetum). Die Fichte, welche heute dominante Baumart ist, wäre als untergeordnete Baumart höchstens kleinflächig in Mischung auf günstigen Standorten vertreten und würde ansonsten völlig fehlen.

## Geschichte

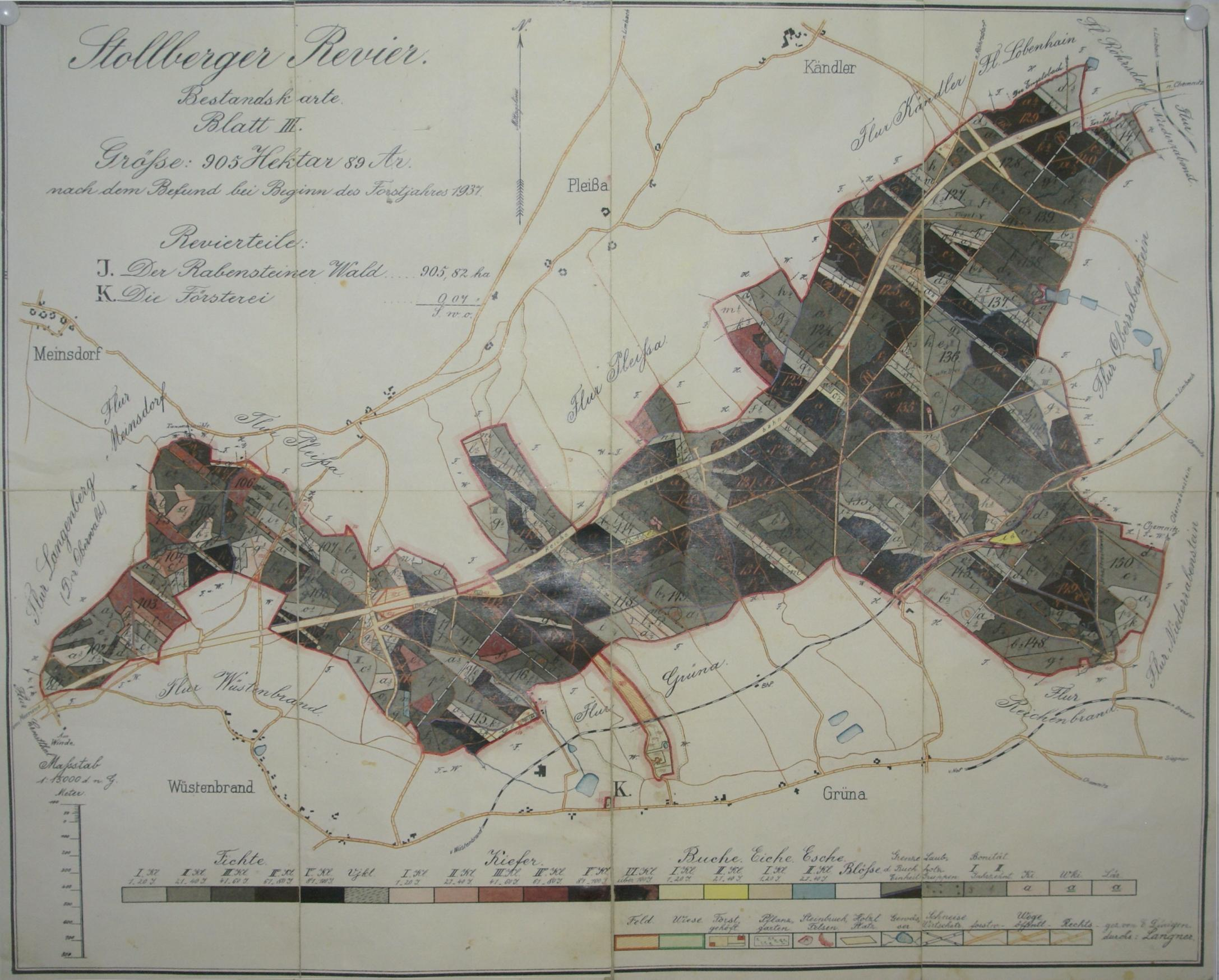
Rabensteiner Wald im Zustand von 1936 nach Baubeginn der Reichsautobahn

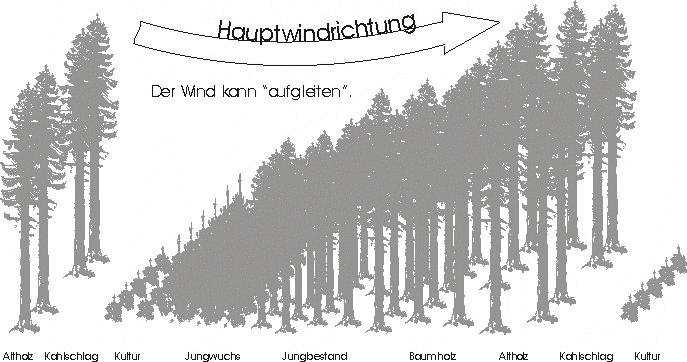
Hiebszug, Prinzipskizze – Der Kahlschlag wurde immer aus östlicher in westliche Richtung geführt

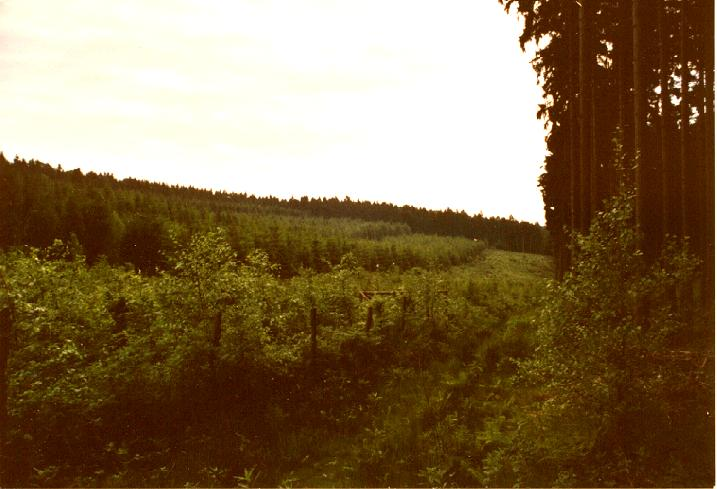
Hiebszug im Rabensteiner Wald (Abteilung 34)

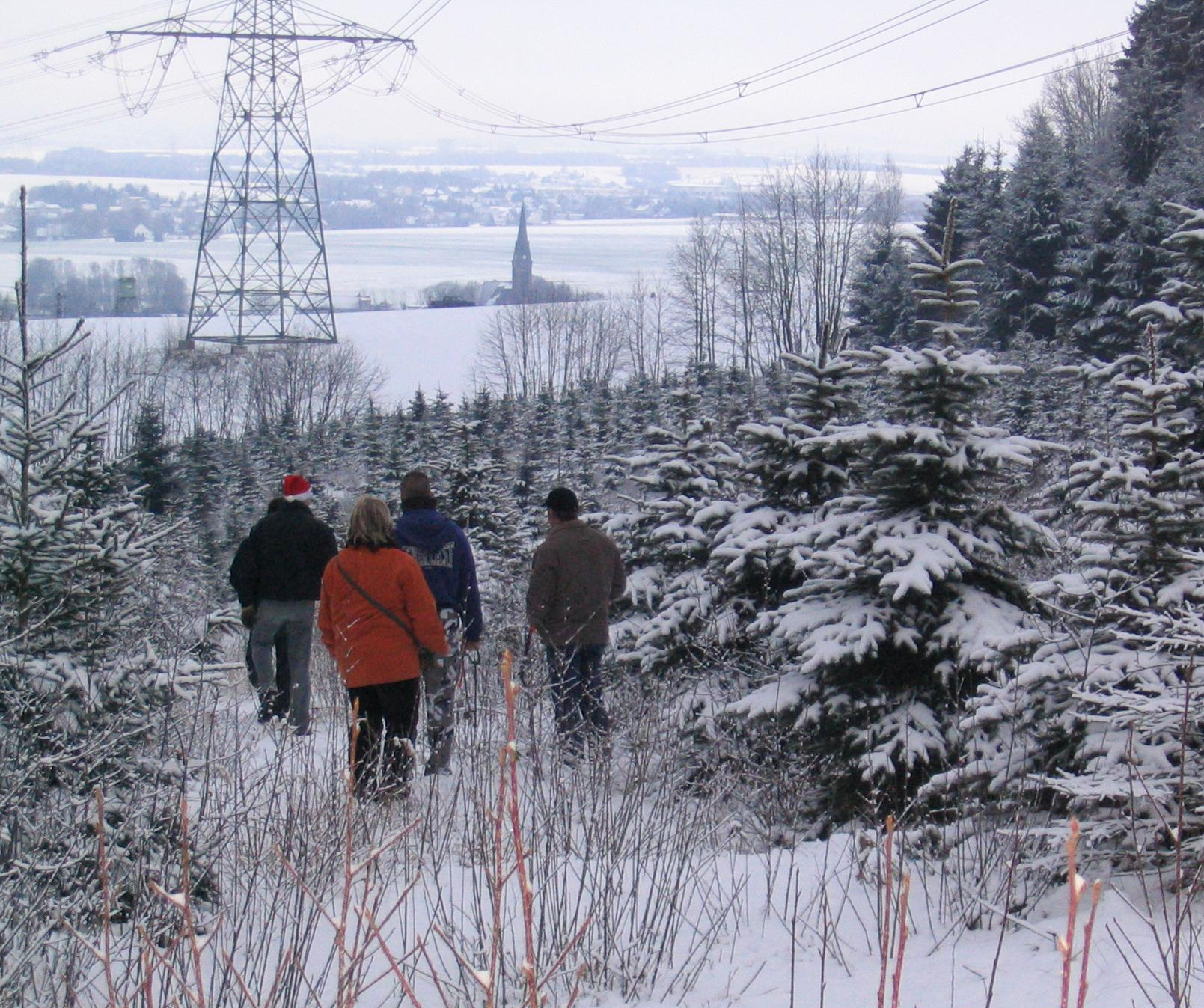
Energietrasse (mit Weihnachtsbaum-Anbau in Abteilung 32)

Der Rabensteiner Wald wurde seit langer Zeit durch die Menschen genutzt. Er ist seit mehr als 500 Jahren in sächsischem Besitz. Im 16. Jahrhundert bestand er hauptsächlich aus Buchen, Tannen, Kiefern, Birken und Aspen. Die Fichte war entweder unbedeutend oder fehlte hier völlig. Hinweise auf ein „verhauenes Holz“ (=geplünderter Wald) fehlen, er muss also einen qualitativ hochwertigen Bestand aufgewiesen haben. Er wurde mit einer halben Sächsischen Meile in der Länge und einer viertel Sächsischen Meile in der Breite angegeben. Bis 1936 hatte sich die Baumartenzusammensetzung radikal gewandelt. Nun bestand er zum wesentlichen Teil nur noch aus Fichten-Reinbeständen. Die Buche, Kiefer und Birke sowie Aspe waren auf kleinste Bereiche zurückgedrängt. Der Fichtenreinbestand wurde gemäß der Bodenreinertragslehre als der profitabelste betrachtet und die Waldbewirtschaftung mit dem sächsischen Schmalkahlschlagssystem entsprechend ausgelegt. Ab 1945 wandelte sich die Baumartenzusammensetzung noch einmal radikal. Umfangreiche Rodungen selbst der Wurzelstubben und der jungen Bäume unmittelbar nach dem Zweiten Weltkrieg dienten der Linderung der Holznot (Brennholz). Ebenso mussten erhebliche Reparationen in Form von Nutzholz abgeführt werden. Die Baumart Fichte wurde auf weniger als die Hälfte der Waldfläche zurückgedrängt, da hauptsächlich Birken und Aspen auf den kahlgeschlagenen Flächen in großer Zahl aufwuchsen. Durch Bodenreform entstanden auf Teilen des Waldes landwirtschaftliche Nutzflächen, die später in Kleingärten und Bauland umgewandelt wurden. Mitte der siebziger Jahre des zwanzigsten Jahrhunderts wurden die großen Trassen für die Energiefreileitungen in den Wald geschlagen. Gleichzeitig wurde begonnen, die als minder produzierend angesehenen, durch Laubhölzer wie Birke dominierten Bestände im Kahlschlag durch neue Fichtenpflanzungen zu ersetzen. Dies wurde bis 1990 fortgeführt, so dass in dieser Zeit fast keine Laubholzbestände neu angelegt wurden. Die Nadelholzreinbestände konnten wieder einen größeren Flächenanteil einnehmen. Besonders um den Totenstein herum findet man heute diese Bestände. Ab 1970 wurde das Naherholungsgebiet Oberrabenstein mit Stausee Rabenstein und Wildgatter Rabenstein eingerichtet. In diesen Bereichen wurde durch die Ansiedlung europäischer Wildtiere und Baumaßnahmen der Wald erheblich beeinflusst. So verschwanden Bachtälchen teilweise im Stausee und Waldbestände wurden eingegattert und die darin gehaltenen Tiere gestalten diese bis heute durch Schäle, Verbiss und Scheuern.

## Waldzustand

### Lasten

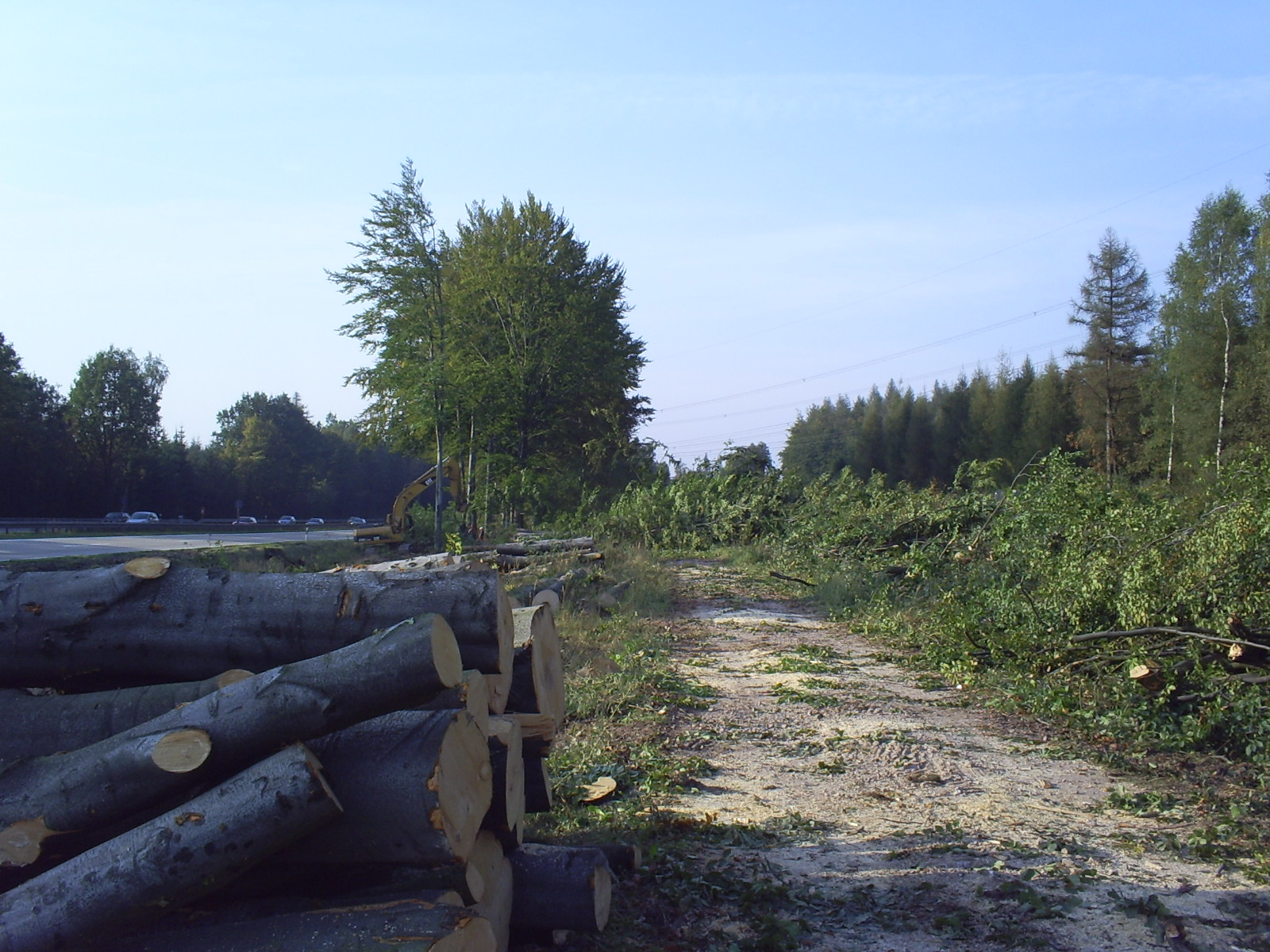
Rodung der Buchen in Abteilung 25 (Ausbau der A 4)

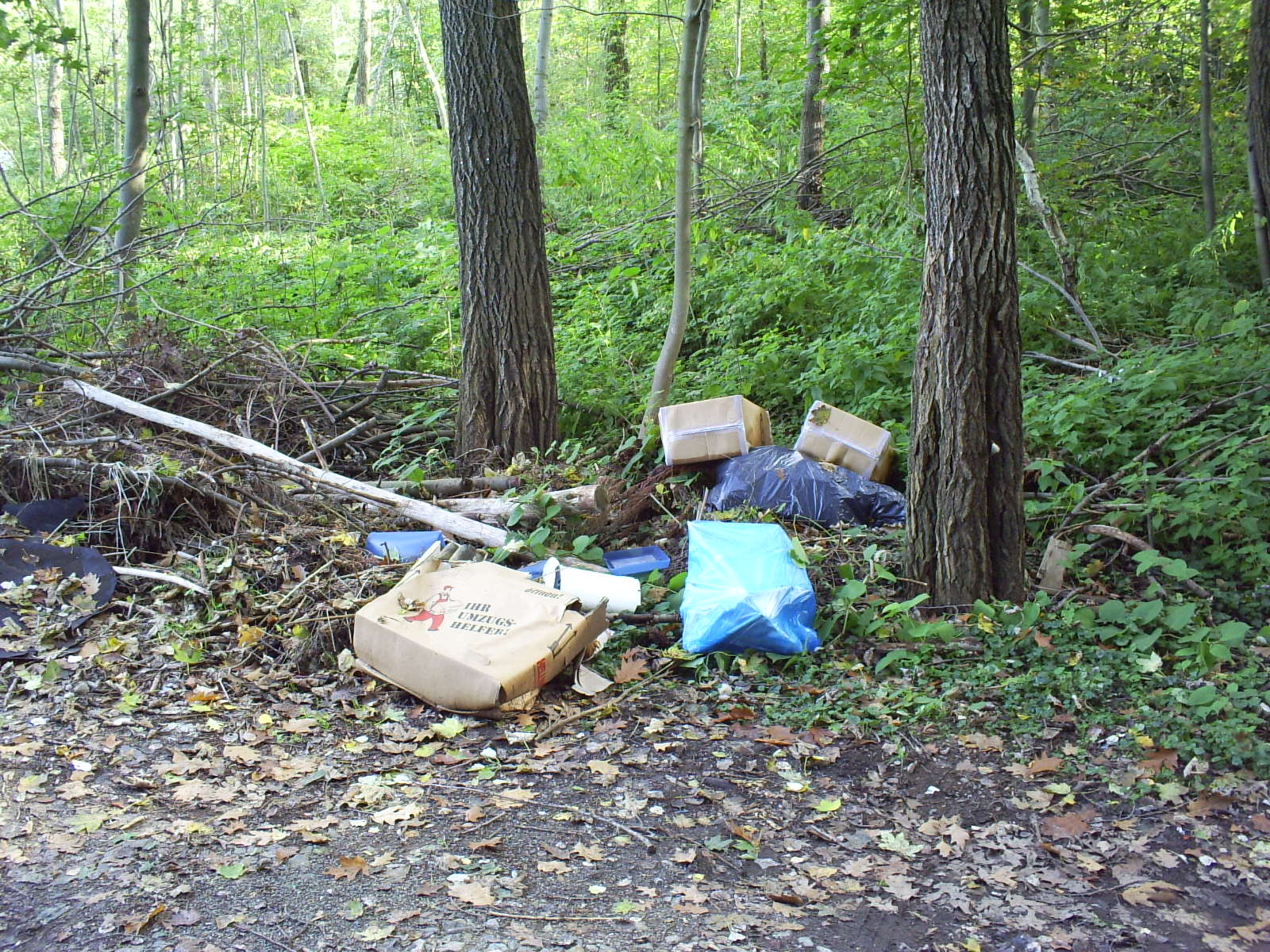
Müll im Rabensteiner Wald

Der Wald wird in der gesamten Längenausdehnung von der Bundesautobahn 4 zerschnitten. Der Ausbau dieser Autobahn führte 2006 zu Waldflächenverlusten bedingt durch die Fahrbahnverbreiterung, Straßenanbindung und die notwendigen Böschungen, Regenrückhaltebecken und wasserbaulichen Anlagen. Drei weitere öffentlich gewidmete Straßen, die Kreisstraße K 7304 (Pleißa-Siedlung Kühler Morgen-Wüstenbrand), die Staatsstraße S 242 (Pleißa-Wüstenbrand) und S 244 (Kändler-Chemnitz-Rabenstein) teilen den Wald. Vom Umspannwerk Röhrsdorf aus durchziehen große Energiefreileitungen (bis 380 kV) in Ost-West-Richtung und Nord-Süd-Richtung den Rabensteiner Wald. Sie führen auf einem Teil der Waldfläche zu immer wiederkehrenden Blößen, da aufwachsende Bäume nicht in den Sicherheitsbereich der Freileitungen hineinwachsen dürfen und durch mulchen beseitigt werden. Besonders an der der Stadt Chemnitz zugewandten Seite ist eine hohe Belastung durch die Siedlungsaktivitäten der Menschen vorhanden. So müssen Bäume aus Gründen der Verkehrssicherung beschnitten oder gefällt werden, die anderswo unbehelligt weiterwachsen dürften. Wilde Müllablagerungen kommen häufig vor und können Haus- oder Gewerbemüll mit oder ohne Gefahrstoffe sowie Grünschnitt umfassen. Da der Wald Wirtschaftswald ist, wird, bis auf wenige Ausnahmen wie Überhälter oder Solitäre und Alleen sowie stehendes Totholz jeder Baum irgendwann einmal eingeschlagen und abtransportiert. Insofern unterscheidet sich der Wald sehr von einem Urwald.

### Baumarten

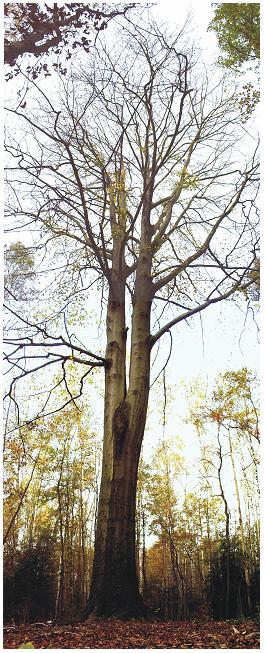
Rotbuche im Rabensteiner Wald (Abteilung 49)

Baumart und Flächenanteil (in alphabetischer Reihenfolge), die Daten liegen nur für den Wald im Besitz des Freistaates Sachsen vor:
Aspe 0,50 ha,
Bergahorn 17,80 ha,
Douglasie 1,20 ha,
Drehkiefer (Murraykiefer) 12,80 ha,
Eberesche 62,00 ha,
Europäische Lärche 54,40 ha,
Fichte (sonstige) 0,20 ha,
Gemeine Birke 125,65 ha,
Gemeine Esche 1,00 ha,
Gemeine Fichte 379,10 ha,
Gemeine Kiefer 44,90 ha,
Grau-Erle 0,40 ha,
Hainbuche 0,80 ha,
Japanische Lärche 1,80 ha,
Küstentanne 0,30 ha,
Pappel 8,80 ha,
Rotbuche 48,50 ha,
Roteiche 23,40 ha,
Roterle 8,90 ha,
Robinie 0,10 ha,
Schwarzkiefer 0,40 ha,
Serbische Fichte 7,10 ha,
Stechfichte 0,70 ha,
Stieleiche 35,90 ha,
Traubeneiche 3,10 ha,
Weißtanne 1,80 ha,
Weymouthskiefer 14,30 ha,
Winterlinde 0,20 ha

### Waldschäden
Klassische Waldschäden
Bis Mitte der neunziger Jahre des zwanzigsten Jahrhunderts dominierten die klassischen Waldschäden, insbesondere die auf Schwefeldioxid-Immissionen basierenden, in deren Folge besonders die Fichtennadeln geschädigt wurden. Der Oberboden wurde immer saurer und hatte zuletzt einen pH-Wert (H2O) von 3,8 und pH-Wert (KCl) von 3,2. Mit der Umstellung der Filtertechnik der Kraftwerke und der Ablösung der Braunkohle als Hauptbrennstoff der Kleinfeuerungsanlagen verschwanden diese allmählich. Es konnte eine Verbesserung der Benadelung an den Fichten beobachtet werden. Dazu trug auch die Kalkung der Waldteile bei, die im Rahmen der Waldschadenssanierung 1997 und 1998 erfolgte. Sie führte dem Humus und Oberboden die notwendigen Mineralien zu, um eine Pufferung der sauren Einträge zu erreichen.
Neuartige Waldschäden
Mit der starken Zunahme des Verkehrs auf der A 4 trat wieder eine Verschlechterung ein. Mit dem Absterben vieler Bäume musste die Fichte die Hauptlast der durch Immissionen von Ozon, Stickstoffoxiden, Abrieb der Fahrzeuge und Einfluss der Tausalze tragen. Eine Besserung der Situation ist derzeit nicht in Sicht, zumal die Klimaveränderungen die Fichte eher noch schwächen werden.
Abiotische und biotische Einflüsse
In der Höhenlage um 400 bis 600 m ü. NN kommt es im Winter häufig zu Nassschneefall. Infolge der Ablagerungen auf den Baumkronen sind hier besonders Nadelbäume erheblich bruchgefährdet. Viele Nadelbäume weisen daher auch ältere teils umfangreiche und nicht selten wiederholte Kronenbrüche auf. Auch können ganze Bestände zusammenbrechen (Schadereignis vom Winter 1979 mit über 20 ha Bruchfläche). Bedingt durch die Lage auf dem Rücken eines Höhenzuges kommt besonders die flach wurzelnde Fichte in trockenen Jahren in erheblichen Wasserstress. Dies kann zu Nadelverlusten, Auftreten von Borkenkäfer-Massenvermehrungen oder Zuwachsverlusten führen. Je trockener und je länger anhaltend die Trockenheit ist, umso eher bedeutet sie hier das Aus für die Fichte. Dies gilt besonders auf den dann völlig austrocknenden und sich nur schlecht wieder auffüllenden Staugley-Böden. Auf diesen führt übermäßiger Niederschlag dagegen zu einer extremen Aufweichung mit der Folge, dass die flachen Wurzeln der Fichten keinen Halt mehr finden und die Bäume durch Wind und Sturm oder Schneelast geworfen werden können. Wildverbiss an jungen Bäumen bedingt durch hohe Rehwildbestände ist im Rückgang begriffen. Die Hauptbaumarten verjüngen sich wieder von selbst über Samenfall.

## Waldbesitzer
Auf der überwiegenden Fläche (>95 %) des Waldes ist der Freistaat Sachsen Waldbesitzer. Kleine anliegende beziehungsweise auch einragende Teile sind Privatwald, teils im Besitz landwirtschaftlicher Betriebe oder sonstiger Privatpersonen und Erbengemeinschaften oder Kommunalwald der Städte Limbach-Oberfrohna und Chemnitz.

## Waldfunktionen

### Nutzfunktion
Es können, bedingt durch den guten Zuwachs/Jahr ca. sechs Erntefestmeter Holz je Hektar eingeschlagen werden. So gelangen jährlich mindestens 5.400 Festmeter Holz in den Wirtschaftskreislauf. Das Holz kann nachhaltig jedes Jahr aus dem Wald entnommen werden, da es immer wieder nachwächst. Bedeutung hat auch die Jagd auf Rehwild und Schwarzwild. So werden jährlich sechs bis sieben Rehe je 100 Hektar erlegt. Wildschweine kommen mit einem durchschnittlichen Anteil von ca. ein bis zwei Stück je 100 Hektar zur Jagdstrecke hinzu. Weiterhin werden gelegentlich Füchse erlegt. Andere Tierarten fallen meist ausschließlich dem Straßenverkehr zum Opfer. Die Jagdstrecke kann durchaus bis zu einer Tonne Wildbret im Jahr betragen.

### Schutzfunktionen

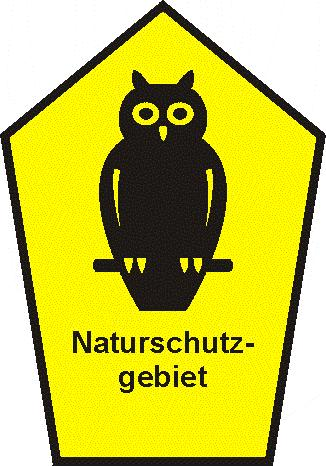
Hinweisschild „Naturschutzgebiet“

Große Teile des Waldes liegen im Landschaftsschutzgebiet Rabensteiner Wald. Daneben existieren Flächennaturdenkmale wie das FND „Feuchtgebiet am Goldbach“ (einer der wenigen naturbelassenen Bachgründe im Stadtgebiet) und das FND „Waldtümpel im Forst Oberrabenstein“ (ehemalige Bombentrichter), die temporäre Kleingewässer enthalten. Der Schutzzweck im FND „Waldtümpel im Forst Oberrabenstein“ ist der Erhalt der Kleingewässer als Amphibienlaichgewässer (Teichmolch, Bergmolch, Kammmolch, Grasfrosch und Erdkröte, das Gebiet dient der Ringelnatter und der Blindschleiche als Lebensraum) und des angrenzenden, unverbauten, naturbelassenen Bachlaufes vor Zerstörung und Beeinträchtigungen. Der Schutzzweck des FND „Feuchtgebiet am Goldbach“ ist der Erhalt und die ungestörte Entwicklung eines naturbelassenen Bachlaufes mit Bachauenwald, Kleingewässern, Feuchtheide und Zwergstrauchheide als Lebensraum für gefährdete Tier- und Pflanzenarten. Bodenschutzwald sind knapp 20 Prozent der Waldfläche. Dem Schutz des Wassers dienen ebenfalls knapp 20 Prozent. Bedeutsam für den Schutz der Luft (Lufterneuerung und -reinigung) sind über 85 Prozent der Waldfläche. Über 75 Prozent der Fläche sind zum Schutz der Landschaft vorgesehen.

### Erholungsfunktion

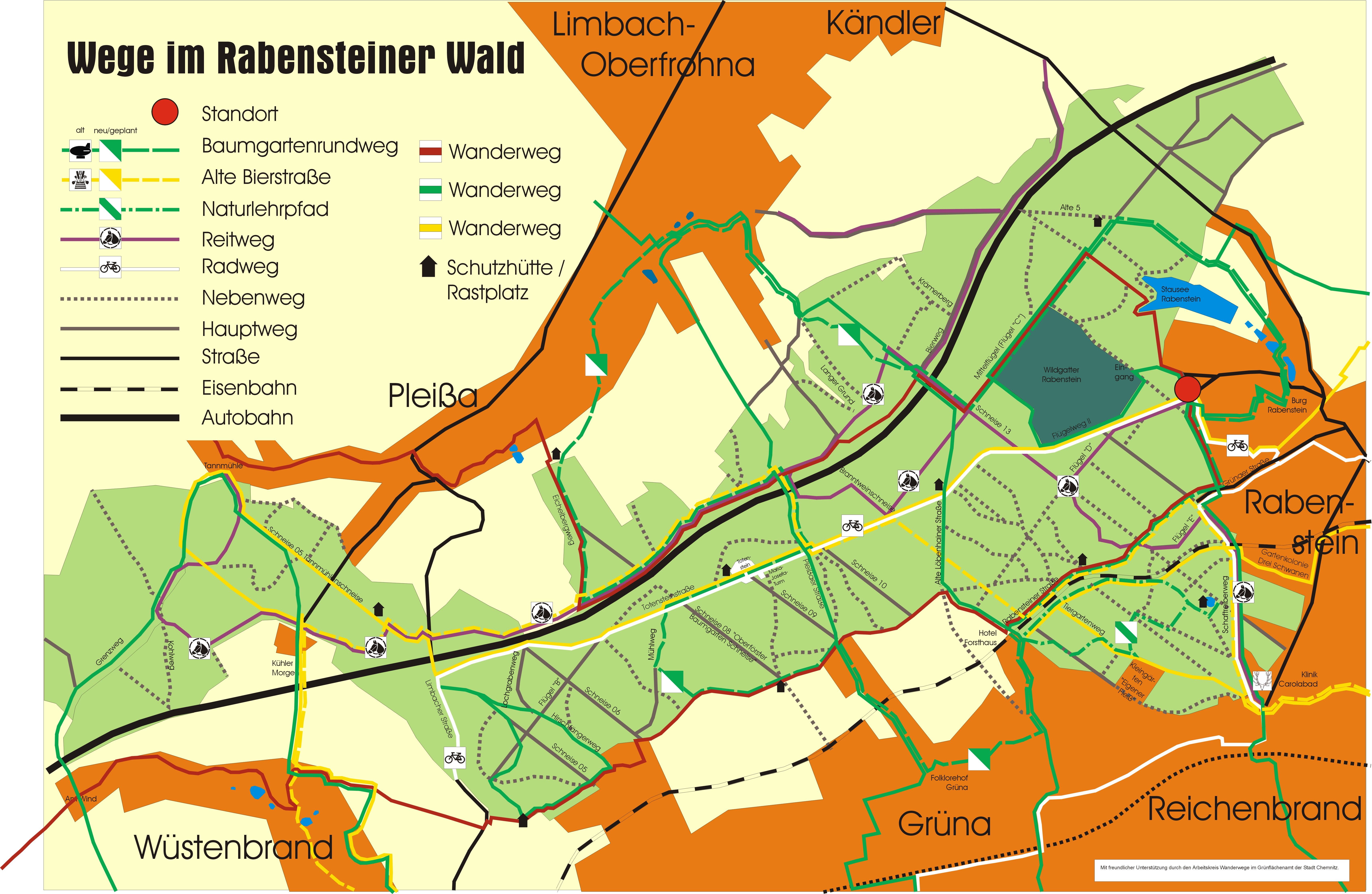
Wege mit touristischer Bedeutung im Rabensteiner Wald

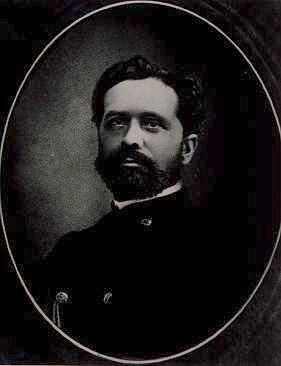
Georg Baumgarten

Das Waldgebiet ist mit ca. 45 Prozent Erholungswaldanteil sehr stark von Waldbesuchern frequentiert. Vielfältige Aktivitäten können ausgeübt werden. So kann man wandern, joggen, walken, Fahrrad fahren, mit Hunden spazieren gehen, reiten, klettern (Kletterwald), Tiere beobachten (Wildgatter mit den Tierarten Wolf, Luchs, Wildkatze, Wisent, Rotwild, Damwild, Muffelwild, Schwarzwild, Rehwild, und Kleintieren). Es existieren zahlreiche Wanderwege mit regionaler und überregionaler Bedeutung. An den ehemaligen Grünaer Oberförster Georg Baumgarten erinnert der „Baumgarten-Rundweg“. Der Radweg der Städteroute führt über den Totenstein und es existieren Reitwege beiderseits der A 4 mit Anbindung an das Umland. Dazu kommt noch die Möglichkeit, Pilze und Beeren zu sammeln. Ein Wintersportverein nutzt im Gussgrund eine Skisprunganlage mit mehreren kleineren Schanzen.

## Forstbetrieb
Der Rabensteiner Wald wird zum größten Teil durch den Staatsbetrieb Sachsenforst bewirtschaftet. Der Staatsbetrieb Sachsenforst ist nach PEFC zertifiziert. Damit müssen die Regeln dieses Zertifizierungssystemes eingehalten werden. Dies wird durch unabhängige Kontrollen und durch ein betriebsinternes Qualitätssicherungsregime gewährleistet. Der Rabensteiner Wald gibt mindestens acht Personen Arbeit (Stand: 2008) und weitere sind mit dem Transport und der Verarbeitung des Holzes beschäftigt.